# 白川町立三川小学校
白川町立三川小学校 （しらかわちょうりつ　みかわしょうがっこう）は、かつて岐阜県加茂郡白川町に存在した公立小学校。

## 概要
- 白川町三川（旧・加茂郡蘇原村大字三川）が校区であった。1980年、切井小学校、赤河小学校と統合。蘇原小学校の新設により廃校。
- 2018年現在、校舎は光の子保育園として使用されている。敷地内には漫俳発祥の地の句碑がある。

## 沿革
- 1873年（明治6年） - 三川村に孔英義校が開校。
- 1886年（明治19年） - 三川簡易科小学校に改称する。
- 1889年（明治22年） - 切井村、赤河村、三川村が合併し、蘇原村が発足。
- 1901年（明治34年） - 三川尋常小学校に改称する。
- 1941年（昭和16年）4月1日 - 三川国民学校に改称する。
- 1947年（昭和22年）4月1日 - 蘇原村立三川小学校に改称する。
- 1956年（昭和31年）9月30日 - 白川町、佐見村、黒川村、蘇原村が合併して白川町となる。同時に白川町立三川小学校に改称する。
- 1980年（昭和55年）3月31日 - 統合により廃校。